# هارولد ميلتون
هارولد ميلتون (15 يناير 1882 - 14 مارس 1970) (بالإنجليزية: Harold Milton)‏ هو لاعب كريكت بريطاني (وحمل سابقاً جنسية المملكة المتحدة لبريطانيا العظمى وأيرلندا).